# Tumblelog
Un tumblelog, o tlog, è un tipo di sito web, variante del blog, la cui caratteristica principale consiste nella brevità dei contenuti testuali arricchiti da altri elementi multimediali, differentemente dai lunghi editoriali frequentemente associati ai blog.

## Definizione e caratteristiche
Il termine tumblelog è stato coniato da why the lucky stiff in un blog post del 12 aprile 2005 per descrivere il sito Anarchaia. Secondo Jason Kottke, «un tumblelog è un flusso di coscienza improvvisato, un po' sul genere delle liste di collegamenti dei linklog, ma con più contenuti oltre ai link».
Si tratta di una forma più specifica del microblogging usata per includere contenuti tra cui collegamenti, fotografie, citazioni, dialoghi di chat e video. A differenza dei blog, questo formato è frequentemente usato dall'autore per condividere creazioni, scoperte ed esperienze, senza la possibilità di commentare, caratteristica tipica dei vari social network.